# Listă de orhidee din Republica Moldova
Lista de orhidee din Republica Moldova cuprinde 15 specii din 7 genuri, inclusiv 13 specii în Cartea Roșie. Toate orhideele sunt grupate în familia Orchidaceae, ordinul Aspargales.
- Cephalanthera damasonium – Căpșuniță grandifloră
- Cephalanthera longifolia – Căpșuniță longifolie
- Cephalanthera rubra – Căpșuniță roșie
- Cypripedium calceolus – Papucul doamnei
- Dactylorhiza majalis – Dactiloriză-de-mai
- Epipactis atrorubens – Dumbrăviță roșcată;
- Epipactis helleborine – Dumbrăviță heleboroidă;
- Epipactis palustris – Dumbrăviță palustră
- Epipactis purpurata – Dumbrăviță purpurie
- Listera ovata – Buhăeș ovat
- Neottia nidus-avis – Cuibul pământului
- Orchis morio – Untul vacii
- Orchis palustris – Poroinic palustru
- Orchis purpurea – Poroinic purpuriu
- Orchis signifera – Poroinic masculin;
- Platanthera chlorantha – Stupiniță verzuie